# 1962-es vásárvárosok kupája-döntő
Az 1962-es vásárvárosok kupája-döntő a negyedik VVK-döntő volt. A trófeáért két spanyol csapat, a Valencia CF és a Barcelona mérkőzött. Az oda-visszavágós párharcot 7–3-as összesítéssel a Valencia nyerte. A Barcelona mindhárom gólját Kocsis Sándor szerezte.

## Mérkőzésadatok

### 1. mérkőzés
| 1962. szeptember 8. |

| Valencia CF                                | 6–2   | CF Barcelona  |
| ------------------------------------------ | ----- | ------------- |
| Yosu 14' 42' Guillot 35' 54' 67' Núñez 74' | (3–2) | Kocsis 4' 20' |

| Estadio Mestalla, Valencia Nézőszám: 65 000 Játékvezető: Joseph Barbéran (francia) |

| VALENCIA CF:       |   |                          |
|                    |   |                          |
| GK                 | 1 | Ricardo Zamora de Grassa |
|                    | ' | Vicente Piquer           |
|                    | ' | Manuel Mestre            |
|                    | ' | José Sastre              |
|                    | ' | Quincoces                |
|                    | ' | Chicão                   |
|                    | ' | Héctor Núñez             |
|                    | ' | Enrique Ribelles         |
|                    | ' | Waldo                    |
|                    | ' | Vicente Guillot          |
|                    | ' | Nando Yosu               |
| Vezetőedző:        |   |                          |
| Alejandro Scopelli |   |                          |

| CF BARCELONA: |   |                     |
|               |   |                     |
| GK            | 1 | José Manuel Pesudo  |
|               | ' | Julio César Benítez |
|               | ' | Rodri               |
|               | ' | Ferran Olivella     |
|               | ' | Martín Vergés       |
|               | ' | Sígfrid Gràcia      |
|               | ' | Luis Cubilla        |
|               | ' | Kocsis Sándor       |
|               | ' | Cayetano Ré         |
|               | ' | Ramón Villaverde    |
|               | ' | Antonio Camps       |
| Vezetőedző:   |   |                     |
| Kubala László |   |                     |

### 2. mérkőzés
| 1962. szeptember 12. |

| CF Barcelona | 1–1   | Valencia CF |
| ------------ | ----- | ----------- |
| Kocsis 46'   | (0–0) | Guillot 87' |

| Camp Nou, Barcelona Nézőszám: 60 000 Játékvezető: Giulio Campanati (olasz) |

| CF BARCELONA: |   |                     |
|               |   |                     |
| GK            | 1 | José Manuel Pesudo  |
|               | ' | Julio César Benítez |
|               | ' | Jesús Garay         |
|               | ' | Josep Fusté         |
|               | ' | Martín Vergés       |
|               | ' | Sígfrid Gràcia      |
|               | ' | Luis Cubilla        |
|               | ' | Kocsis Sándor       |
|               | ' | Fernand Goyvaerts   |
|               | ' | Ramón Villaverde    |
|               | ' | Antonio Camps       |
| Vezetőedző:   |   |                     |
| Kubala László |   |                     |

| VALENCIA CF:       |   |                          |
|                    |   |                          |
| GK                 | 1 | Ricardo Zamora de Grassa |
|                    | ' | Vicente Piquer           |
|                    | ' | Manuel Mestre            |
|                    | ' | José Sastre              |
|                    | ' | Quincoces                |
|                    | ' | Chicão                   |
|                    | ' | Héctor Núñez             |
|                    | ' | José Antonio Urtiaga     |
|                    | ' | Waldo                    |
|                    | ' | Vicente Guillot          |
|                    | ' | Nando Yosu               |
| Vezetőedző:        |   |                          |
| Alejandro Scopelli |   |                          |

Összesítésben a Valencia 7–3-ra nyert.
| Az 1961–1962-es vásárvárosok kupája győztese |
| -------------------------------------------- |
| Valencia CF 1. cím                           |